# CtPress
CtPress (ang. Computer to Press, pol. technologia od komputera do maszyny offsetowej) – ogólna nazwa takich technologii przygotowywania form drukowych w typowym druku offsetowym, w których naniesienie obrazu drukowego na formę następuje bezpośrednio na maszynie drukarskiej w miejscu, z którego rozpoczyna się druk i odbywa się to tylko jeden raz przed rozpoczęciem druku.
Formą drukową może być sam cylinder drukowy, tuleja zakładana na ten cylinder, lub też odpowiednia płyta lub folia mocowana na tym cylindrze.
Różnice w stosunku do innych technologii przygotowywania offsetowych form drukowych:
- W odróżnieniu od druku cyfrowego, nie ma tutaj możliwości zmieniania zawartości obrazu, więc nie jest możliwa personalizacja druków.
- W odróżnieniu od technologii, w których forma drukowa jest przygotowywana poza maszyną drukarską, nie ma tutaj etapu pasowania, czyli synchronizacji kolejnych zespołów farbowych, aby druk kolejnych farb padał w dokładnie to samo miejsce,